# Garbada
Garbada es una ciudad de la India en el distrito de Dahod, estado de Guyarat.

## Geografía
Se encuentra a una altitud de 357 m s. n. m. a 232 km de la capital estatal, Gandhinagar, en la zona horaria UTC +5:30.

## Demografía
Según estimación 2011 contaba con una población de 19 503 habitantes.